# 탈옥 (1989년 영화)
《탈옥》(영어: Lock Up)은 미국에서 제작된 존 플린 감독의 1989년 액션 스릴러 영화이다. 실베스터 스탤론, 도널드 서덜랜드 등이 출연하였고, 찰스 고든 등이 제작에 참여하였다.

## 출연진
- 실베스터 스탤론
- 도널드 서덜랜드
- 존 에이모스
- 소니 랜덤
- 톰 사이즈모어
- 프랭크 맥레이
- 달랜 플루걸
- 윌리엄 앨런 영
- 래리 로마노
- 조던 런드

## 기타 제작진
- 공동 제작: 로이드 레빈, 애덤 사이먼
- 협력 제작: 토니 머너포
- 배역: 조이 토드
- 미술: 빌 케니
- 세트: 조지 더티타 시니어
- 의상: 버니 폴랙

## 우리말 녹음
SBS 성우진 (1997년 11월 21일)
- 이정구 - 프랭크 (실베스터 스탤론)
- 김현직
- 박상일
- 김기현
- 문영래
- 김정호
- 조동희
- 김새영
- 이윤선
- 정동열
- 윤기황
- 최문자
- 이우신
- 손원일
- 김지민
- 김영진
- 박조호
- 성수경
- 장우영